# Рікардо Мена
Рікардо Мена (ісп. Ricardo Mena; нар. 22 грудня 1971) — колишній парагвайський тенісист.
Найвищу одиночну позицію світового рейтингу — 279 місце досяг 12 грудня 1994, парну — 360 місце — 15 травня 1995 року.

## Фінали ATP Челленджер

### Парний розряд: 1 (0–1)
| Результат | Дата     | Турнір          | Покриття | Партнер      | Суперники                    | Рахунок  |
| --------- | -------- | --------------- | -------- | ------------ | ---------------------------- | -------- |
| Поразка   | Вер 1994 | Натал, Бразилія | Ґрунт    | Гастон Етліс | Отавіу Делла Марселу Саліола | 4–6, 3–6 |